# Nacionalno prvenstvo ZDA 1890
Nacionalno prvenstvo ZDA 1890 v tenisu.

## Moški posamično
Oliver Campbell :  Henry Slocum  6-2 4-6 6-3 6-1

## Ženske posamično
Ellen Roosevelt :  Bertha Townsend  6-2, 6-2

## Moške dvojice
Valentine Hall /  Oliver Campbell :  Charles Carver /  John Ryerson 6–3, 4–6, 6–2, 2–6, 6–3

## Ženske dvojice
Grace Roosevelt /  Ellen Roosevelt :  Bertha Townsend /  Margarette Ballard 6–1, 6–2 